# مقاطعة ماديسون (ألاباما)
مقاطعة ماديسون (بالإنجليزية: Madison County, Alabama)‏ هي إحدى مقاطعات ولاية ألاباما في الولايات المتحدة. تأسست سنة 1808، بلغ عدد سكانها 334811 نسمة في عام 2010 حسب إحصاء مكتب تعداد الولايات المتحدة وتصل الكثافة السكانية فيها 160 نسمة/كم2.

## أعلام
- ديفيد دافي شيلبي
- ريتشارد تايلور
- رودي فورد

## وصلات خارجية
- www.co.madison.al.us